# 成ヶ峰
成ヶ峰（なりがみね）は、石川県金沢市にある山。犀川ダムから南約6kmにある。

## 概要
山頂には国土地理院の三等三角点（剣岳と命名）がある。
国土地理院の掲載1:25000地形図は、口直海（くちのみ）である。
犀川上流域に位置し、犀川本流（二又川）と支流の倉谷（くらたに）川に挟まれる。
明治初期に成立した『皇国地誌』石川郡倉谷村条には、この山を剣岳（つるぎだけ）とし、南方の大宝（おおたから）山（標高940mの峰か？）・礪倉（とくら）山（標高983m）とで、金山三峰（かなやまさんぽう）と総称。金山とは「鉱脈のある山」の意で、成ヶ峰斜面には通称倉谷鉱山があった。
剣岳・礪倉山の名称は、二十万分一輯製図『金澤』陸地測量部（明治21年）にもある。五万分一地形図『鶴来』（明治42年）に、「成ヶ峰」と記載されて以来、成ヶ峰の呼称が定着したと見られる。
なぜか登山の対象になることは少なく、登山道は整備されていない。
礪倉山にはロボット雨量観測所が設けられ、ここのデータをもとに犀川ダムの水量調節を行なう。